# Beihan
Beihan (em árabe: بيحان), também conhecido como Bayhan al Qisab (em árabe: بيحان القصاب), é uma cidade no Iêmen ocidental. Segundo o censo de 2005 realizado pelo governo iemenita, a cidade tem aproximadamente 100.000 habitantes. Antigamente, era a capital do emirado de Beihan e hoje é uma província administrativa no Governorado de Shabwah.